# Suzeränitet
Suzeränitet var länsherrens överhöghet gentemot läntagaren (vasallen) under feodalismen. 
Ordet kommer av franskans suzerain, som betyder länsherre.

## Begrepp
Under den uppvaknande nationalismen och nationalstaternas framväxt på 1800-talet kom suzeränitet att beteckna det statsrättsliga förhållandet mellan en skyddsmakt och ett protektorat som saknade verklig autonomi (suveränitet).  
Begreppet är nära knutet till den politiska och juridiska uppbyggnaden av ett imperium. Centralmakten i imperiets huvudstad representerar hela imperiet gentemot omvärlden vad gäller exempelvis utrikes-, försvars- och handelspolitik. Centralmakten har också total inrikespolitisk kontroll – på ett sätt som liknar dagens nationalstater – över delar av imperiets territorium. Andra delar av territoriet, ofta befolkade av etniska minoriteter och erövrade folk, har en form av långtgående inre självbestämmande, autonomi, ofta med rättssystem som radikalt skiljer sig från andra delar av imperiet.

## Historiska exempel
Begreppet brukade förr användas för att exempelvis beskriva Bulgariens, Rumäniens och Serbiens ställning inom Osmanska riket. Ett annat exempel är Kejsardömet Kina, där bland annat områden befolkade av mongoler, tibetaner, hui och zhuang, hade långtgående inre självbestämmanderätt och ofta rättssystem präglade av lokala religioner. Tsartidens Ryssland, Sovjetunionen och dess nutida efterföljare Ryska federationen, har alla mycket uttalade inslag av suzeränitet. Landet har omfattar många autonoma politiska strukturer, med olika grad av inre självstyre, på alla administrativa nivåer.

## Samtida exempel
I Storbritannien finns för närvarande[när?] en stark trend mot devolution, det vill säga decentralisering av lagstiftning från centralregeringen i London till nationella parlament i Skottland och Wales. Devolution är ett sätt för centralregeringen i London att möta allt tydligare krav om fullständig självständighet för framförallt Skottland. Skottland har ett eget parlament och en egen lagstiftning som, bland annat vad gäller centrala områden som lagstiftning om äganderätt, på avsevärda punkter skiljer sig från övrig brittisk lagstiftning. Situationen börjar närma sig[när?] klassisk suzeränitet, det vill säga långtgående intern autonomi och ekonomiska bidrag till centralmakten för tjänster gemensamma för hela statsbildningen: försvar- och utrikes- och handelspolitik.